# Abolhassan Etessami
Abolhassan Etessami, född 1903, död 1978, var en iransk arkitekt, kalligraf, målare och författare. Hans far, Ebrahim Etessami, var chef för finansiering av den iranska provinsen Azarbaijan, och hans bror Yussef Etessami var grundare till tidskriften Bahar, och far till poeten Parvin Etessami.
Abolhassan Etessami utbildades i Teheran på Aghdasieh-skolan, American School, och Kamal-ol-molk-konsthögskolan. Sedan tillbringade han några år i Isfahan för att lära sig arkitektur och dekorationsteknik, varefter han började arbeta på Teherans universitet.
Abolhassan Etessami producerade en serie arkitektoniska projekt och detaljerade maquetter. På uppmaning av Iranska konstministeriet skickade han maquetterna till världsutställningen i Bryssel 1958, där Abolhassan Etessami fick guldmedalj i kategorin ”individuella presentationer”.  Maquetterna köptes senare av Irans nationalmuseum och ingår i den permanenta samlingen av islamisk konst.
Förutom arkitektoniska projekt, har Abolhassan Etessami gjort en rad olika oljemålningar på duk som heter ”Några ruiner i Dowlat-Abad”, ”Ett lantligt hus i Niavaran” och ”Pasteurs förbön för Napoleon inför gud” och några romaner inklusive ”Den ensamma manen” och ”Elaka Mohi-o-doleh”. 

## Galleri

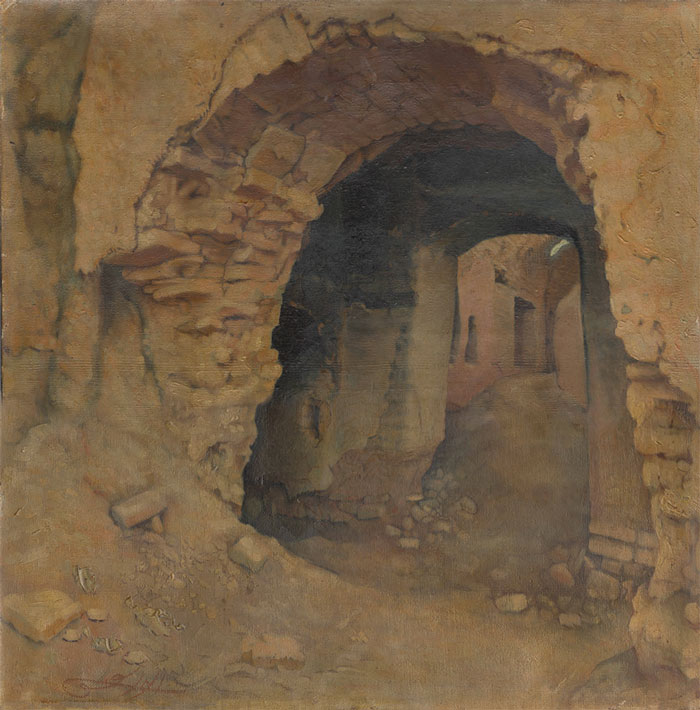
Några ruiner i Dowlat-Abad, cirka 1925
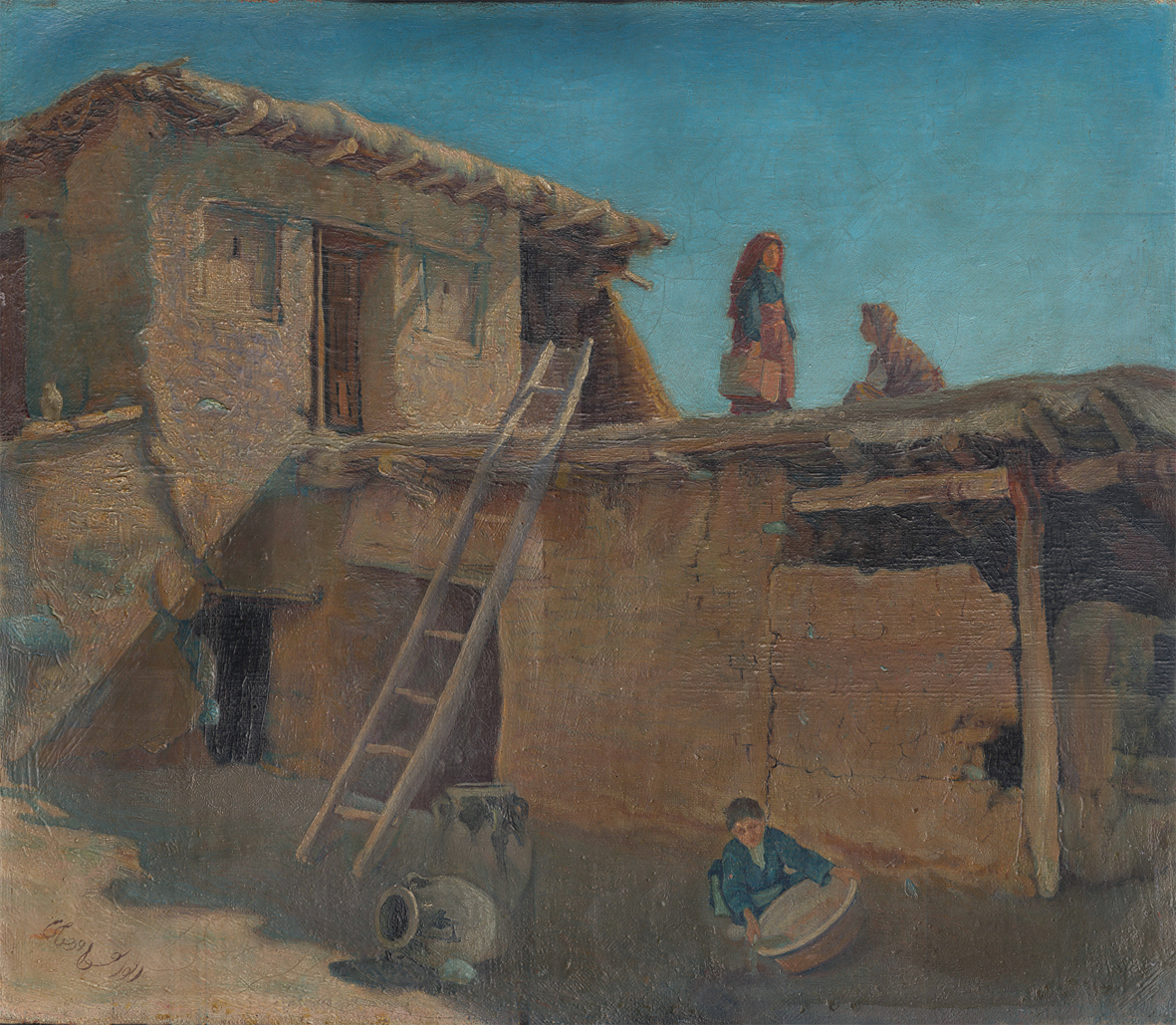
Ett lantligt hus i Niavaran, cirka 1930